# طاقة كهروحرارية

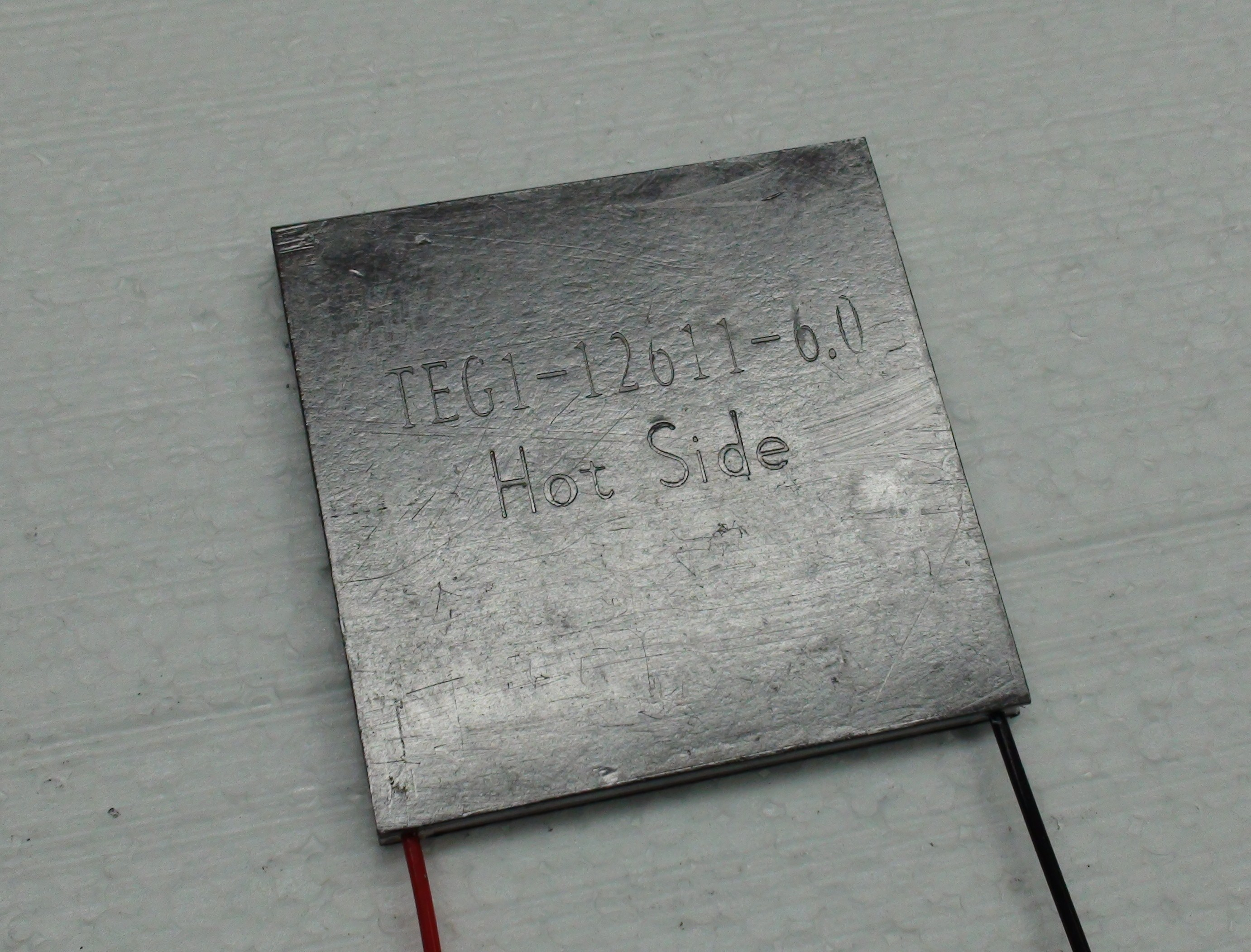

قوة كهروحرارية, أو طاقة كهروحرارية, أو قدرة كهروحرارية يشار إليها أحيانا بمعامل سيبك - هي مقياس لمقدار القوة الدافعة الكهربائية المستحثة حراريا بفعل الفرق في درجة الحرارة على طرفيها. تقاس القوة الكهروحرارية بوحدات فولت لكل كيلفن (V/K) (تطبيقيا تستخدم وحدات أصغر مثل (μV/K) ميكروفولت لكل كيلفن).
مصطلح طاقة أو قدرة هو مصطلح تقليدي لأن ما يقاس فعليا هو الجهد أو المجال الكهربي وليس القدرة الكهربائية. تدعى ظاهرة تولد الجهد بفعل القوة الكهروحرارية بتأثير سيبك كما يطلق على تاثير سيبك مع كل من تأثير طمسون وتأثير بلتير بالتأثير الكهروحراري.

## فيزياء القوة الحرارية
عند تطبيق حرارة على مادة ما فإن الفرق في الحرارة بين طرفيها يتسبب في انتشار حاملات الشحنة (سواء كانت إلكترونات أو فجوات) ويكون هذا الانتشار من الحرارة الأعلى باتجاه الحرارة الأدنى تماما كما يتمدد غاز بفعل التسخين.
تخلف الشحنات المنتقلة نحو الجانب البارد ورائها الأنوية (جمع نواة) المعاكسة لها في الشحنة والغير قابلة للتنقل وذلك عند الجانب الساخن. يتناسب عدد الشحنات المهاجرة طرديا مع فرق درجات الحرارة ومع ذلك لا تتم العملية مباشرة وإنما تمر بمرحلة تسمى البناء بحيث تتوقف عملية انتقال الالكترونات عند الاتزان. يتم الاتزان بسبب أن قوى المجال المتزايدة بشكل عكسي في كل عملية انفصال تعادل القوى المتولدة بفعل فرق الحرارة. بكلام آخر يمكن القول أن القدرة الكهروحرارية تقيس الإنتروبيا لكل حاملة شحنة في المادة.
تتوقف قيمة القوة الكهروحرارية المرموز لها بـ{\displaystyle S\,}، على درجة حرارة المادة، وبنيتها البلورية. عموما تمتلك أغلب المعادن قوى كهرو حرارية صغيرة نسبيا بسبب شغر نصف مستويات الطاقة مما يجعل الإلكترونات سالبة الشحنة تتعادل مع الفجوات موجبة الشحنة وبالتالي محصلة الجهود الناشئة صغيرة جدا. على العكس من ذلك فإن أشباه الموصلات يمكن تطعيمها بكميات زائدة من الإلكترونات أو الفجوات بحيث تعطي قيم موجبة أو سالبة عالية من القوة الكهروحرارية. بالمناسبة فإن الموصلات الفائقة لاتمتلك أي قوى كهرو حرارية بسبب افتقارها للإنتروبيا وهذا يدعم القانون الرياضي أيضا (قانون أوم, V=IR=0, لأن مقاومة الموصل الفائق صفرية).

## تعريف
ليكن فرق الحرارة بين طرفي مادة صغيرا، حينئذ تكون القوة الكهروحرارية للمادة بشكل تقريبي:
{\displaystyle S=-{\Delta V \over \Delta T}}
حيثΔV مقدار القوة الدافعة المتولدة على طرفي المادة. (انظر في الأسفل لإشارات مختلفة من ΔV وΔT.)
يمكن إعادة صياغة هذه العلاقة بدلالة المجال الكهربائ {\displaystyle E\,} وتدرج الحرارة {\displaystyle \nabla T}, بالمعادلة:
{\displaystyle S={E \over \nabla T}}
وللحديث بجدية أكثر، فإن التعبيرين السابقين ليسا سوى تقريبين: البسط في المعادلة الأولى يتوجب أن يكون الجهد الكهروكيميائي مقسموما على -e بدلا من المجال الكهربائي ومع ذلك فالجهد الكهروكيميائي ثابت تقريبا مع انحدار الحرارة.

### إشارة القوة الكهروحرارية
هنا صيغ معامل سيبك مرة أخرى مدرجة مع اعتبار الإشارة:
{\displaystyle S=-{\frac {V_{left}-V_{right}}{T_{left}-T_{right}}}}
{\displaystyle \mathbf {E} =S\nabla T}
حيث أن "left" و"right" تشير إلى طرفي المادة، والمعادلة الثانية تفسر على أنها ضرب متجهتين. وعليه إذا كانت S موجبة فإن الطرف ذا الحرارة الأعلى له فولتية أقل، والعكس صحيح، وسيشير المجال الكهربائي بنفس اتجاه منحدر الحرارة.

## القياس
في التطبيقات العملية من النادر قياس القوة الكهروحرارية المطلقة لمادة قيد الدراسة وذلك بسبب وجود مواد أخرى بجانبها وهي أطراف الموصلات المستخدمة في القياس والتي بدورها ستشارك في توليد قوة كهروحرارية. لهذا السبب يستخدم موصلان من مادتين مختلفين يطلق عليهما المزدوج الحراري. تصبح القوة الكهروحرارية المقاسة حينئذ مشكلة من:
{\displaystyle S_{AB}=S_{B}-S_{A}={\Delta V_{B} \over \Delta T}-{\Delta V_{A} \over \Delta T}}
يمكن استخدام أطراف موصلات فائقة لقياس القوة الكهروحرارية بشكل مباشر.
مقياس التأثير الكهروحراري, {\displaystyle \mu \,}, لمادة يمكن أن ينتج عنه قوة كهروحرارية بالعلاقة:
{\displaystyle S=\int {\mu  \over T}dT\,}

## توليد القوة الكهروحرارية
يفاد من التأثير الكهروحراري عادة في توليد طاقة كهربائية من مصدر منحدر حراري. مثال ذلك المركبة الفضائية حيث يحدث فرق الحرارة بين جانبيها (أحدهما معرض لأشعة الشمس والاخر لا). هناك تطلعات للاستفادة القصوى من هذه الظاهرة وإعادة استغلال المفاقيد الحرارية في إنتاج الطاقة.

## مواد ذات معامل سيبك كبير
- تيلوريد بزموت
- ثاني أكسيد اليورانيوم